# Secteur fortifié de Maubeuge

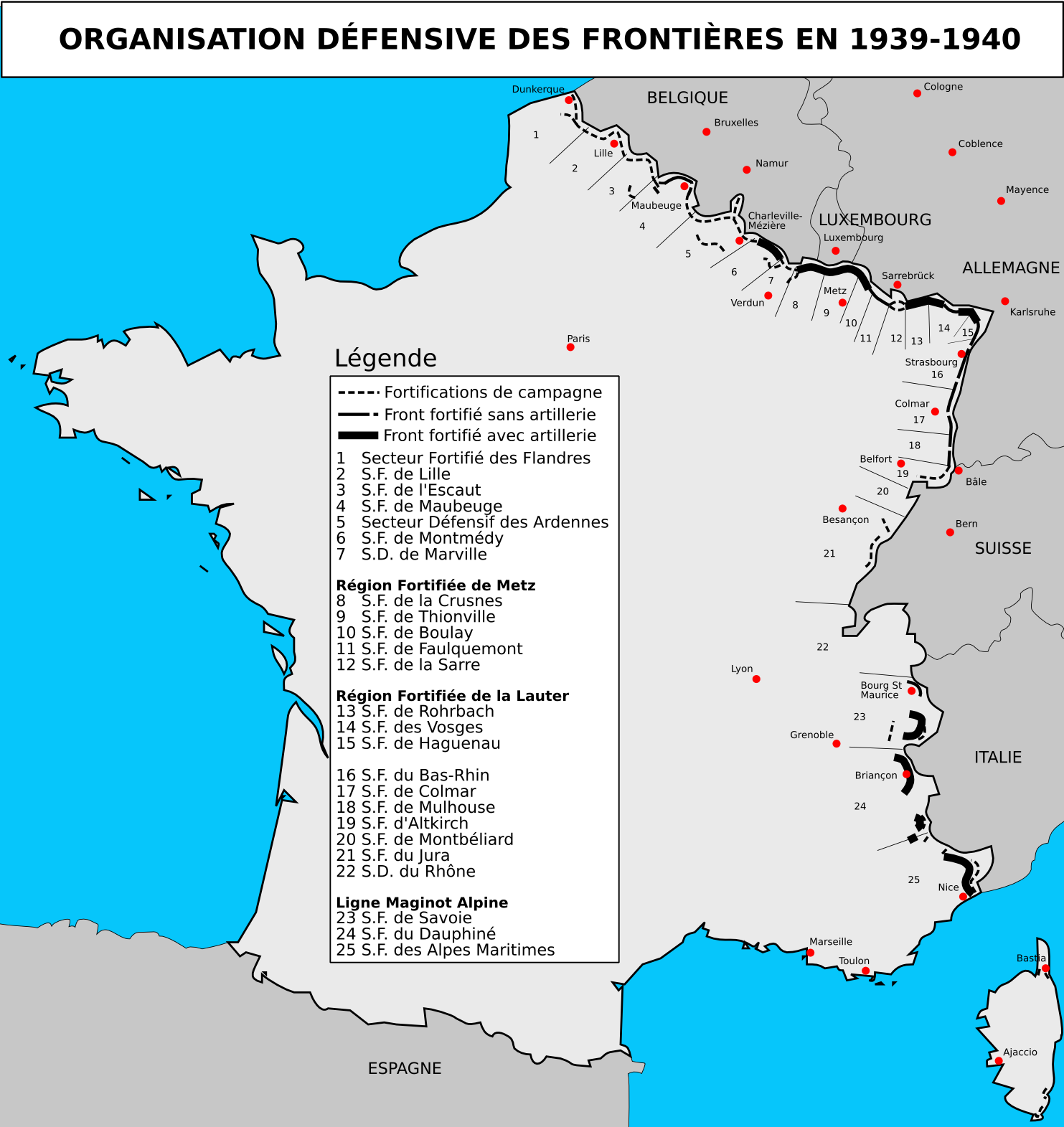
Carte de l'organisation en secteurs de la ligne Maginot.

Le secteur fortifié de Maubeuge est une partie de la ligne Maginot, située entre le secteur fortifié de l'Escaut et le secteur défensif des Ardennes.
Il forme une ligne le long de la frontière franco-belge, au nord de Maubeuge, du Quesnoy à Trélon (dans le Nord). Les fortifications du secteur sont plutôt légères.
Pour un article plus général, voir Ligne Maginot.

## Organisation et unités

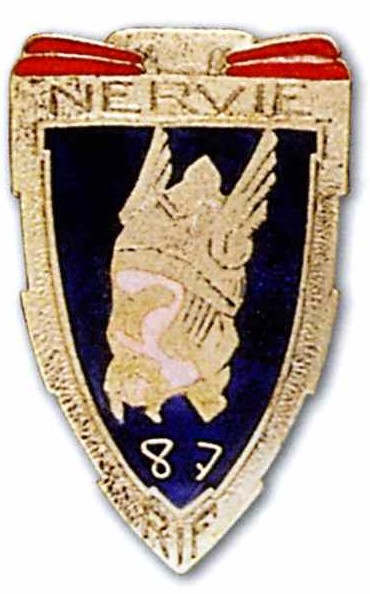
Insigne du 87e RIF.

D'abord sous commandement de la 1re région militaire (QG à Lille) jusqu'à la déclaration de guerre, le secteur passe alors sous commandement de la 1re armée. Le 16 mars 1940, le secteur fortifié devient la 101e division d'infanterie de forteresse.
Le secteur est divisé en deux sous-secteurs fortifiés, avec les unités suivantes comme équipages des ouvrages et casemates ainsi que comme troupes d'intervalle stationnées entre ceux-ci après la mobilisation :
- sous-secteur du Hainaut, confié au 87e régiment d'infanterie de forteresse ;
- sous-secteur de Thiérache, confié au 84e régiment d'infanterie de forteresse.

L'artillerie du secteur est composée d'une partie du 161e régiment d'artillerie de position (deuxième groupe pour le sous-secteur Hainaut, 4e, 5e et 6e batteries : armé avec six canons de 75 mm modèle 1897, deux 75 mm 1897/1933, huit 155 mm L 1877 de Bange, quatre 105 mm L 1913 Schneider et huit 120 mm L 1878 de Bange. Troisième groupe pour le sous-secteur Thiérarche, 7e, 8e et 9e batteries : sept canons de 75 mm modèle 1897, un 75 mm 1897/1933, quatre 105 mm L 1913 Schneider, huit 120 mm 1878 de Bange et huit 155 mm L 1877 de Bange).

## Liste des composants

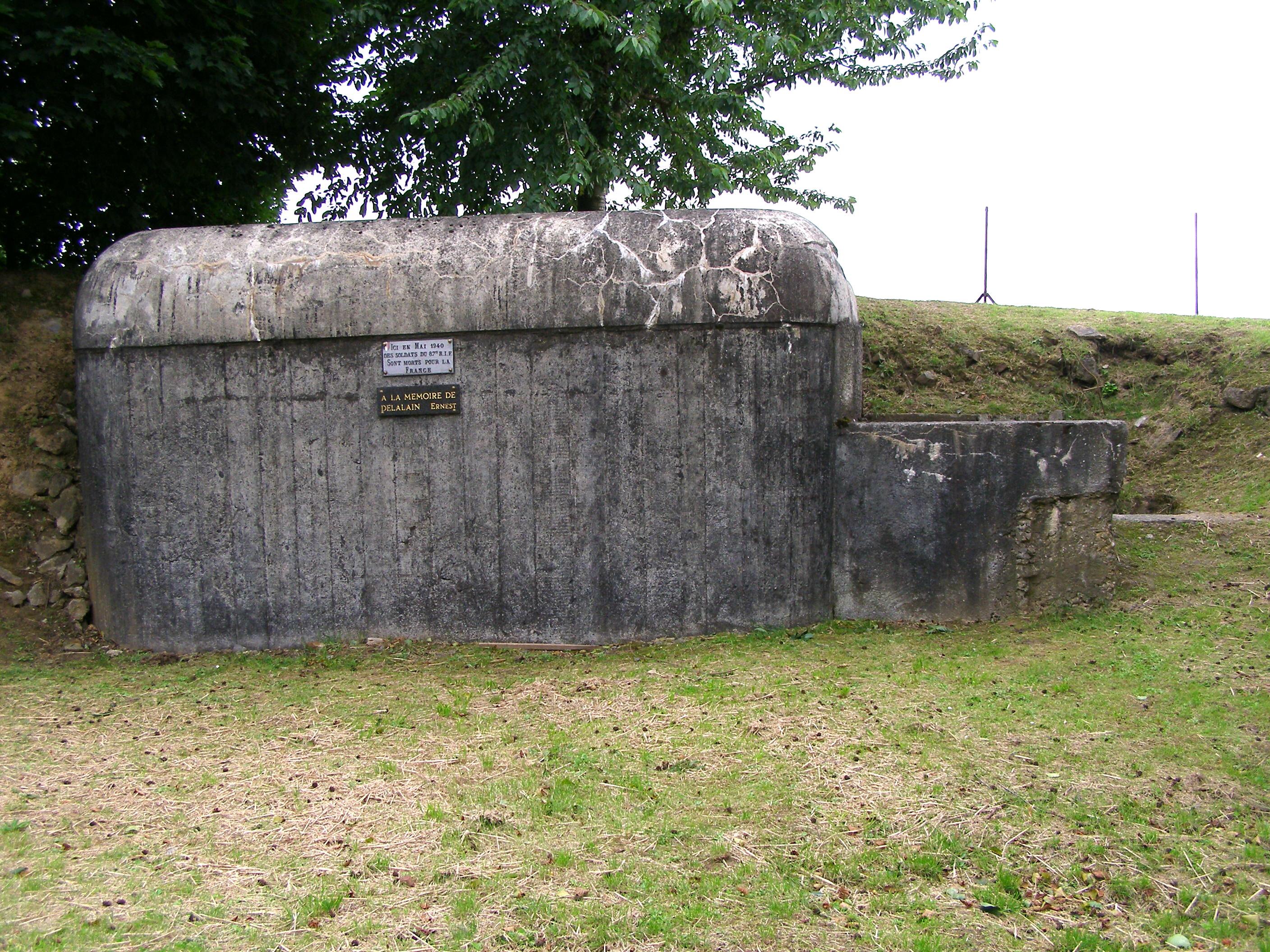
Blockhaus STG du Fort-Leveau, en 2007.
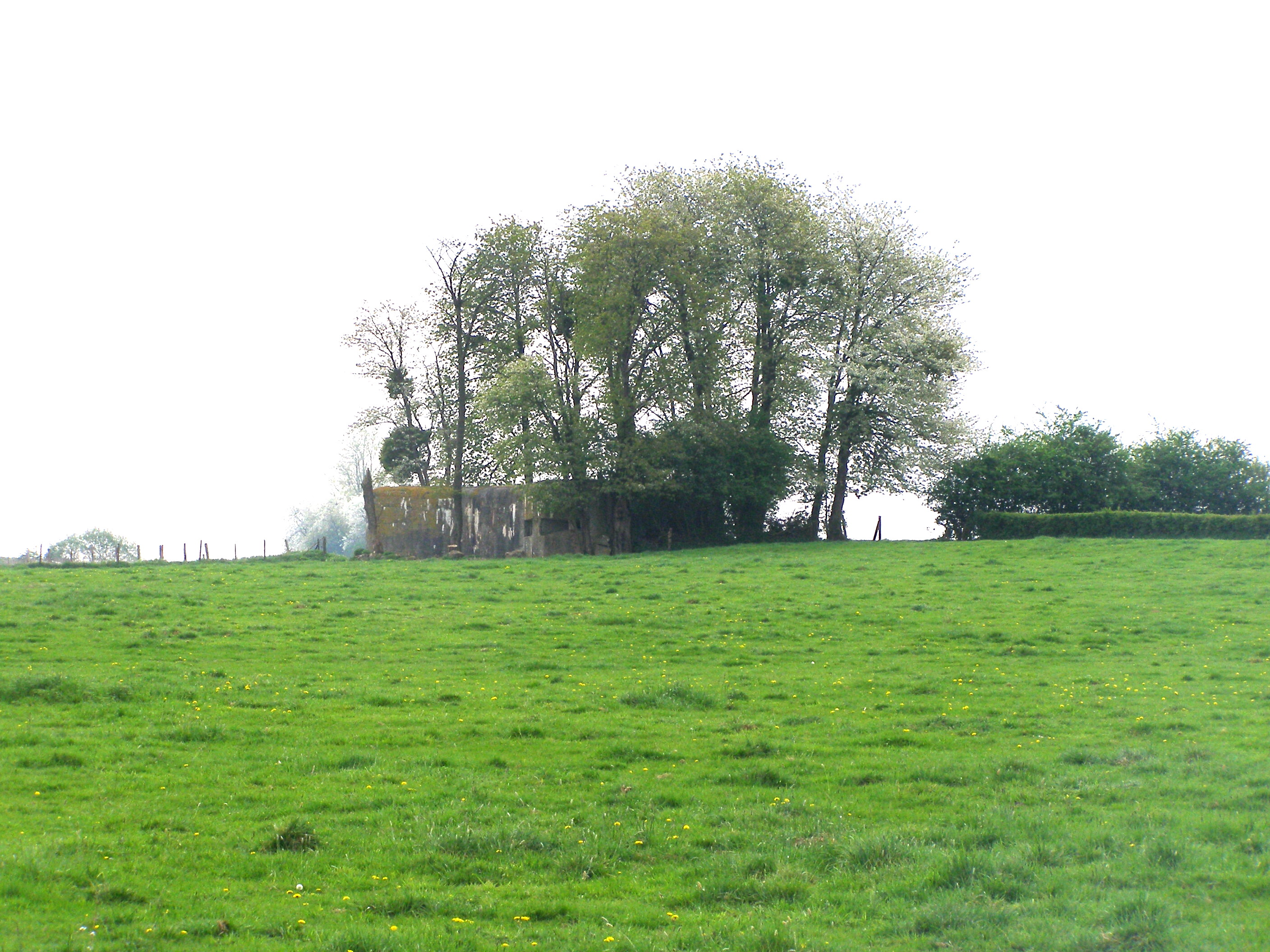
Blockhaus MOM à Élesmes.

Le secteur est fortifié avec une ligne s'appuyant sur des vieux forts : quatre ouvrages et sept casemates CORF, complétés par plus d'une centaine de blocs MOM,.
| Bretelle de la forêt de Mormal | Sous-secteur du Hainaut                                                                                       | Sous-secteur de la Thiérarche |
| --- | --- | --- |
| Casemate de Gommegnies Ouest Casemate de Gommegnies Est Casemate du Cheval-Blanc Casemate de Tréchon Casemate de Clare Casemate d'Obies Casemate du Bon-Wez Casemate Ouest du Vivier-Nuthiau Casemate Est du Vivier-Nuthiau Casemate de la Haute-Rue Casemate de la Poquerie Ouest Casemate de la Porquerie Est Casemate de Hurtebise | Casemate d'Héronfontaine Ouvrage des Sarts Casemate de Crèvecœur Ouvrage de Bersillies Ouvrage de La Salmagne | Ouvrage de Boussois Casemate de l'Épinette Casemate du Rocq Casemate du Bois-de-Marpent Nord Casemate du Bois-de-Marpent Sud Casemate d'Ostergnies |

| Ligne de résistance du Hainaut | Ligne d'arrêt du Hainaut | Ligne de résistance de Thiérache | Ligne d'arrêt de Thiérarche                                                                         |
| --- | --- | --- | --------------------------------------------------------------------------------------------------- |
| Blockhaus du Grand-Condé Ouest Blockhaus du Grand-Condé Est Blockhaus du Bois-Crête Blockhaus du Bois-Crête (bis) Blockhaus de la Tournichette Blockhaus de la Flamengrie Blockhaus de Ruaince Blockhaus de la Perche-Rompue Blockhaus de la Ferme-de-la-Tour Blockhaus de Saint Vaast-la-Vallée Blockhaus de la Talpiette Blockhaus de la Belle-Hôtesse Blockhaus du Quêne-Luquet Blockhaus de Houdain Sud-Est Blockhaus de la Chemin-de-Fer Ouest Blockhaus de la Chemin-de-Fer Est Blockhaus du Petit-Chêne Blockhaus de la Croix-Capouillez Est Blockhaus de la Carlotte Blockhaus de Tasnières Blockhaus de la Riez-de-l'Erelle Blockhaus de Malplaquet Ouest Blockhaus de Malplaquet Est Blockhaus du Bois-de-la-Lanière (1 à 10) Blockhaus FCR du Bois-de-la-Lanière Blockhaus du Bois-des-Écoliers Blockhaus de la Chapelle-Saint-Joseph Blockhaus du Pavillon Ouest Blockhaus du Pavillon Est Blockhaus de Saint-Pierre-d'Hautmont Blockhaus du Grand-Camp-Perdu Blockhaus du Cimetière-d'Elesmes Blockhaus de la Ferme-Kean-Ansart | Blockhaus de la Warpe Blockhaus de Preux-du-Sart Blockhaus de la Chapelle-Saint-Hubert Blockhaus de la Raperie Blockhaus du Bracmart Blockhaus du Boëte Blockhaus de la Ferme-Cambron Blockhaus du Moulin-de-Rametz Blockhaus de Pissotiau Blockhaus du Cimetière-de-Saint-Vaast Blockhaus de Louvignies Blockhaus de la Ferme-Fréhart Blockhaus d'Audignies Blockhaus du Bois-de-Louvignies Blockhaus du Frêne Blockhaus de Longueville Blockhaus du Moulin-du-Bois Blockhaus du Gors-Chêne Blockhaus de la Berlière Blockhaus de la Roullie Blockhaus du Fort-Leveau (Plantis) Blockhaus de la Ferme-Lepers Blockhaus de la Ferme-des-Sarts Blockhaus de la Maison-Rouge Blockhaus du Faubourg-de-Mons-Ouest Blockhaus du Faubourg-de-Mons-Est Blockhaus du Pont-Allant | Blockhaus du Bois-d'Elesmes Nord Blockhaus du Warinet Blockhaus de Recquignies Blockhaus de l'Hogniau Blockhaus de la Buchelotte Blockhaus du Fief Blockhaus des Tous-Vents Nord Blockhaus des Tous-Vents Sud Blockhaus de Petit-Branleux Blockhaus de Colleret Blockhaus de Falquemont Nord Blockhaus de Quatre-Bras Blockhaus de Falquemont Sud Blockhaus Est d'Ostergnies Blockhaus du Noisier Blockhaus de Cayaut Blockhaus de la Pavé Blockhaus de Coulmie-Bras Blockhaus de Coulmie-Haut Blockhaus de Coulmie-Haut bis Blockhaus d'Aibes Blockhaus du Bout d'en Haut Blockhaus du Bout d'en Haut bis Blockhaus de Bérelles Blockhaus de la Ferme-d'en-Bas Blockhaus de la Ferme-de-la-Folie Blockhaus des Champs-Élysées Blockhaus du Bois-de-Nielles Blockhaus de Malakoff bis Blockhaus de Groëz Blockhaus de Solre-le-Château (Riamé) Blockhaus de la Perche-à-l'Oiseau Blockhaus de la Gobinette Blockhaus de Trieux-du-Chêneau Blockhaus des Garennes Blockhaus de Mon-Plaisir Blockhaus de l'Épine Blockhaus de la Ferme-aux-Puces Blockhaus de la Ferme-des-Fils-de-Fer Blockhaus de la Ferme Clavon Blockhaus de Trieux-Anicole Blockhaus du Garde-de-Willies Blockhaus de Beaumont Blockhaus des Beaux-Monts Blockhaus de Liessies Blockhaus de la Croix-de-Trélon Blockhaus de Champiau Blockhaus de Sainte-Hiltrude Blockhaus du Beau-Chêne Blockhaus de la Fond-Saint-Jean Blockhaus de la Route-de-Willies Blockhaus du Fond-Madame | Blockhaus de Bellevue Nord Blockhaus de Bellevue Sud Blockhaus de Belleux Blockhaus des Beaux-Sarts |